# Nesolotis
Nesolotis – rodzaj chrząszczy z rodziny biedronkowatych i podrodziny Coccinellinae. Obejmuje 17 opisanych gatunków. Występują we wschodniej części Azji od Tybetu po Tajwan i Riukiu.

## Morfologia
Chrząszcze o niewiele dłuższym niż szerokim, okrągławym i silnie wypukłym, prawie półkulistym ciele długości od 1,3 do 2,2 mm i szerokości od 1,2 do 1,7 mm. Wierzch ciała jest całkowicie gładki, pozbawiony owłosienia. Włoski obecne są na spodzie ciała, narządach gębowych, czułkach i odnóżach.
Duża głowa zaopatrzona jest w przeciętnych rozmiarów oczy złożone, zbudowane z dość grubych ommatidiów. Nadustek jest bardzo słabo ku przodowi rozszerzony, boki ma niemal równoległe, kąty przednie zaokrąglone, a przedni brzeg lekko odgięty i lekko pośrodku wklęśnięty. Bardzo szerokie czoło ma wysklepioną i pokrytą punktowaniem powierzchnię. Boczne krawędzie puszki głowowej mają cienkie wyrostki wystające ponad oczami. Czułki buduje 10 członów, z których pierwszy jest półtora raza dłuższy niż szeroki, drugi nieco węższy i tak długi jak pierwszy, trzeci znacznie węższy i nieco dłuższy niż drugi, czwarty o ⅓ krótszy od trzeciego, piąty niewiele dłuższy niż szeroki i o połowę krótszy od czwartego, szósty wyraźnie dłuższy niż szeroki, siódmy poprzeczny, ósmy tak długi jak szeroki i ku wierzchołkowi rozszerzony, dziewiąty prawie tak długi jak szeroki i ku wierzchołkowi rozszerzony, ostatni, dziesiąty znacznie węższy i dłuższy od poprzedniego, w połowie nasadowej równoległoboczny, a dalej skośnie ścięty. Narządy gębowe cechują się ostatnim członem głaszczków szczękowych 2,5 raza dłuższym niż szerokim i nierównomiernie zwężającym się ku szczytowi, a ostatnim członem trójczłonowych głaszczków wargowych smukłym.
Poprzeczne, silnie wypukłe przedplecze ma głęboko wykrojoną krawędź przednią i ostro wystające kąty przednie z zaokrąglonymi wierzchołkami. Małych rozmiarów tarczka ma trójkątny zarys. Mocno wysklepione pokrywy mają wyraźnie wykształcone guzy barkowe, bardzo wąsko rozszerzone krawędzie boczne i osobno, szeroko wyokrąglone wierzchołki. Skrzydła tylnej pary są w pełni wykształcone lub zredukowane. Bardzo krótkie przedpiersie ma trapezowaty wyrostek międzybiodrowy z lekko odgiętą ku dołowi i obrzeżoną krawędzią przednią oraz głęboko wykrojonymi i obrzeżonymi brzegami bocznymi. Poprzeczne śródpiersie (mezowentryt) jet między biodrami trapezowate w obrysie. Stosunkowo krótkie i poprzeczne zapiersie (metawentryt) ma wąskie części boczne i mniej lub bardziej rozwinięte linie subbazalne i środkowe. Wąskie i ku tyłowi silnie zwężające się epipileury dochodzą do wierzchołka pokryw i mają wyraźne dołki, w których w pozycji ochronnej chowają się wierzchołki ud środkowej i tylnej pary odnóży. Odnóża cechują się szerokimi udami. Golenie przedniej pary są silnie rozszerzone w kierunku zewnętrznym, te par środkowej i tylnej rozszerzone są w stopniu przeciętnym.
U obu płci na spodzie odwłoka widocznych jest pięć sternitów (wentrytów), z których pierwszy ma niekompletne linie udowe o ukośnym przebiegu, zbliżające się, ale nigdy nie dochodzące do tylnej jego krawędzi, niekiedy słabo widoczne lub zupełnie zanikłe.

## Rozprzestrzenienie
Rodzaj ten rozprzestrzeniony jest na południowym wschodzie Palearktyki i północnym wschodzie krainy orientalnej. Większość gatunków występuje w Chinach. Zamieszkują tam Guangdong, Hajnan, Jiangxi, Junnan, Kuangsi, Kuejczou i Tybet. Poza tym przedstawiciele rodzaju znani są z japońskich Wysp Riukiu, Tajwanu i Wietnamu. W sumie Chiny zamieszkuje 10 gatunków, Riukiu 4 gatunki, Tajwan 2 gatunki, a Wietnam 1 gatunek.

## Taksonomia
Takson ten wprowadzony został w 1966 roku przez Mutsuo Miyatake jako dwugatunkowy. W tej samej publikacji opisany został jego gatunek typowy, N. impunctata. W 1967 roku kolejne dwa gatunki opisał Hiroyuki Sasaji. W 2004 roku Stanisław Adam Ślipiński zsynonimizował rodzaje Nesolotis i Paranesolotis z rodzajem Sticholotis. W 2010 roku Wang Xingmin, Ren Shunxiang i Chen Xiaosheng przywrócili rodzaj Nesolotis, ustanawiając Paranesolotis jego synonimem i opisując 8 nowych gatunków. W 2014 Wang Xingmin i Ren Shunxiang opisali dwa nowe gatunki tybetańskie. 
Do rodzaju tego należy 17 opisanych gatunków:
- Nesolotis amabilis (Kamiya, 1965)
- Nesolotis azumai Sasaji, 1967
- Nesolotis centralis Wang et Ren, 2010
- Nesolotis cordiformis Wang, Ren et Chen, 2010
- Nesolotis daweishanensis Wang, Ren et Chen, 2010
- Nesolotis denticulata Wang et Ren, 2010
- Nesolotis gladiiformis Wang et Ren, 2010
- Nesolotis impunctata Miyatake, 1966
- Nesolotis magnipunctata Wang et Ren, 2010
- Nesolotis nigra Wang et Ren, 2010
- Nesolotis obtusa Wang et Ren, 2014
- Nesolotis punctifrons Miyatake, 1966
- Nesolotis quadratimaculata Wang et Ren, 2010
- Nesolotis shorozui Sasaji, 1967
- Nesolotis tamdaoensis (Hoàng, 1982)
- Nesolotis tibetana Wang et Ren, 2014
- Nesolotis tsunekii Sasaji, 1967